# Rignieux-le-Franc
Rignieux-le-Franc è un comune francese di 1 098 abitanti situato nel dipartimento dell'Ain della regione dell'Alvernia-Rodano-Alpi.

## Storia

### Simboli
Lo stemma è stato adottato dal consiglio comunale il 20 maggio 1979 quando venne proposto di scegliere uno tra gli stemmi dei signori che un tempo regnarono su Rignieux come i Saillans di Brézenaud (d'azzurro, al castello d'oro, torricellato di tre pezzi; al capo d'argento, al leone nascente di rosso), i Granget di Champremont (d'argento, allo scaglione di rosso, accompagnato da tre crescenti montanti d'azzurro), e venne scelto quello degli Honoraty di Counauville:

## Società

### Evoluzione demografica
Abitanti censiti